# イカロス (GReeeeNの曲)
「イカロス」は、GReeeeNの20枚目のシングル。2013年4月17日にNAYUTAWAVE RECORDSから発売された。

## 概要
- 表題曲は、カルピス『カルピスソーダ』のCMソング。
- 前々作「雪の音」、前作「桜color」に続いて3作連続でCMソングに起用されている。
- 初回限定版には、「イカロス」のPVを収録したDVDが同梱されている。
- PVには芳根京子が出演した[1]。

## 収録曲
- 全曲、作詞･作曲：GReeeeN　編曲：JIN

1. イカロス  [3:13]
  - カルピス『カルピスソーダ』CMソング
2. 雨唄 [4:24]

## 収録アルバム
- いいね!(´・ω・｀)☆（#1）
- C、Dですと!?（#1,2）
- ALL SINGLeeeeS 〜& New Beginning〜（#1）